# Oytak
Oytak (en chino, 奥依塔克; pinyin, àoyītǎkè) es un valle y un pueblo situado a unos 100 km al oeste de la ciudad de Kashgar en la provincia china de Xinjiang. Es parte de condado Akto de prefectura autónoma kirguís de Kizilsu. Situado cerca de la autopista del Karakórum, es uno de los pocos valles de las montañas Kunlun que tienen bosques. El nombre Oytak, en idioma de los Köktürks, significa "depresión entre colinas y montañas".
La zona boscosa, hoy en día (2005) convertida en parque forestal, sufrió una importante deforestación en la década de 1950. Se calcula que desde entonces el bosque ha perdido más de tres cuartas partes de su extensión. A finales de la década de 1980 se inició una campaña de reforestación y de conservación de la zona boscosa.
El valle es fresco en verano lo que ha provocado que sea uno de los destinos turísticos preferidos por los habitantes de la zona. El parque forestal presenta, además, una serie de paisajes de peculiar belleza como uno de los glaciares situados a menor altitud del mundo. El lago Apsara, situado a una altitud de 3.800 metros o diversas cascadas completan el paisaje de esta zona forestal.

## Administración
Desde octubre de 2019, el poblado de Oytak está conformado de 4 aldeas, que se organizan en comités de aldeanos.